# Maurice Malleret
Maurice Malleret, né le 30 septembre 1931 à Cosne-d'Allier (Allier), mort le 3 octobre 2021 à Lavault-Sainte-Anne, (Allier) est un écrivain, poète, muséologue et historien régionaliste français. 
Il a collaboré à l’hebdomadaire la vie du rail et à la revue du Cercle Littéraire des Écrivains Cheminots. Membre de la société des poètes et artistes de France et de plusieurs sociétés savantes, il était secrétaire de la société d'histoire et d'archéologie des Amis de Montluçon et membre du comité de rédaction des Cahiers bourbonnais. 

## Biographie
Après des études secondaires à Montluçon, Maurice Malleret a fait sa carrière à la S.N.C.F. Ayant débuté comme élève-bureau en gare de Treignat de 1948 à 1963, il fut ensuite affecté à Ivry-sur-Seine et Paris-Tolbiac. Réceptionnaire en bois à Limoges en 1964 et à Montluçon en 1969, il était chargé de la recherche et des essais sur les bois pour l'entreprise, et amené à travailler sur l'ensemble de la France.
Correspondant de l'hebdomadaire La vie du rail, il participait également aux publications du C.L.E.C. de l'Union Artistique et Intellectuelle des Cheminots Français entre 1979 et 2012.
Membre des amis du Muséum national d’histoire naturelle depuis 1956, il avait assisté aux cours de muséologie et a réalisé un espace consacré à la traverse en bois, la Traversothéque, au musée du chemin de fer à Mulhouse,.
Historien régional, il était secrétaire de la société d'histoire et d'archéologie des Amis de Montluçon et rédacteur de la lettre mensuelle de 1995 à 2011. Membre du comité de rédaction des Cahiers bourbonnais depuis 1990, il a publié de nombreux poèmes et articles dans la revue, dont une série de documentaires sur les arbres remarquables  de 2004 à 2013.
Il a déposé son autobiographie auprès de l'Association pour l'autobiographie.

## Distinctions
Médaille d'argent de l'Union Artistique et Intellectuelle des Cheminots Français (1995).
Grand prix Athanor (1990) et prix Athanor (1995) de la ville de Montluçon.
Chevalier des palmes académiques (2007)
Chevalier du mérite agricole (2010)

## Publications

### Ouvrages et opuscules
- Semailles (poésies), Montluçon, Imprimerie Deneuvy, 1978, 80 p. (BNF 34638222)
- Le Musée de la traverse en bois, Paris, Direction de l'équipement de la SNCF, 1983, 72 p.
- Historique de l'ancienne subdivision des bois des installations fixes, Paris, Direction de l'équipement SNCF, 1986, 102 p.
- La Vigne à Lavault-Sainte-Anne, jadis et naguère, Montluçon, Cahiers du musée (Mairie), 1987, 64 p. (BNF 34986228)
- La Descente du Cher en chemin de fer, de Mérinchal (Creuse) à Vierzon (Cher), Montluçon, 1988, 72 p. (BNF 35003695)
- Pour voir Montluçon d'une autre façon, Charroux, Ed. Cahiers bourbonnais, 1989, 528 p. (ISBN 2-85370-1077)
- Encyclopédie des auteurs du pays montluçonnais et de leurs œuvres (1440-1994), Charroux, Ed. Cahiers bourbonnais, 1995, 440 p. (lire en ligne)
- Jean Dormoy, le forgeron du 1er mai, Montluçon, Mairie de Montluçon, 1994, 42 p. (BNF 37063849)
- Montluçon, capitale du Haut Cher, Montluçon, Office du tourisme de Montluçon, 1994, 28 p.
- Pour découvrir Montluçon de la meilleure façon, Charroux, Cahiers bourbonnais, 2005, 600 p. (ISBN 2-85370-188-3)

### Ouvrages collectifs
- Trains de rêve et rêves de train, Mulhouse, Musée français du chemin de fer, 1991, Les traverses
- Le patrimoine des communes de l'Allier, Charenton, Flohic, 1999, Canton de Montluçon
- M. Malleret, M.J. Malergue, Le vignoble du Theil, Lavault-Sainte-Anne, Centre Social Rural Vicomte Paillhou, 2016, 55 p. (ISBN 978-2-7466-9430-9)